# Río Jáchal
Le río Jáchal est une rivière d'Argentine qui parcourt les provinces de Catamarca, de La Rioja et de San Juan. C'est un affluent du cours supérieur du río Desaguadero.

## Alimentation
Son alimentation se fait essentiellement dans la région des hauts sommets de la cordillère des Andes d'abord en province de Catamarca, puis de La Rioja, dans une zone comprise entre le massif du Monte Pissis au nord ( 6 882 m.) et la cordillère de Olivares au sud (6 266 m.), zone aux précipitations très faibles en général et de moins en moins abondantes du sud au nord.
Néanmoins, grâce à la fonte lente et régulière des glaciers de son cours supérieur, le río Jáchal n'est jamais à sec et constitue, avec son grand frère le río San Juan, le seul cours d'eau de quelque importance en province de San Juan, où s'étend la quasi-totalité de son bassin.

## Géographie - description du cours
Son bassin versant a une superficie de 34 232 km2.
Il naît sur le flanc sud du Cerro El Potro (5 879 m) sous le nom de río Blanco, et se dirige vers l'est en formant pendant 20 ou 30 kilomètres la frontière entre les provinces de San Juan et de La Rioja. Après une brève incursion en province de La Rioja, où il reçoit le petit río Salado venu du nord, il pique vers le sud et pénètre en province de San Juan, qu'il ne quittera plus. Après une course de presque 300 km dans une vallée étroite, limitée à l'est par la Sierra de la Punilla avec ses sommets de plus de 4 000 m, le Jáchal atteint la ville de Rodeo, chef lieu du département d'Iglesia de la province de San Juan où il prend la direction plein est. Il traverse ainsi la cordillère orientale pour se retrouver dans une large dépression, au sein du parc naturel provincial Valle Fértil, où il va confluer avec le río Bermejo (nom local du río Desaguadero en province de San Juan).

## Villes traversées
- Rodeo, chef-lieu du département d'Iglesia de la province de San Juan.
- San José de Jáchal, chef-lieu du département de Jáchal de la même province.

Ces deux villes sont situées le long de la route nationale 150, et sont donc d'un accès facile. 

## Galerie

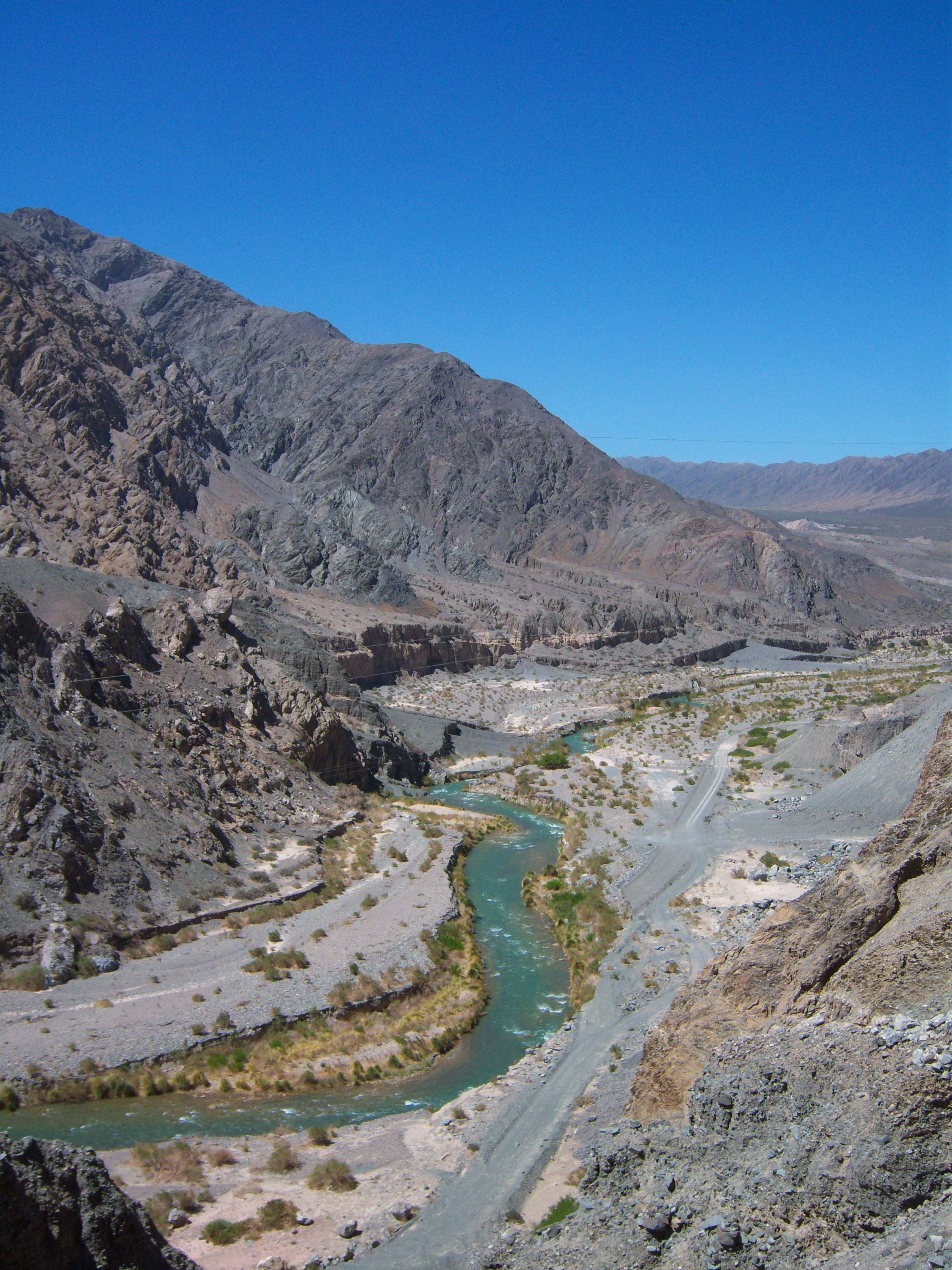
Une vue du río Jáchal.
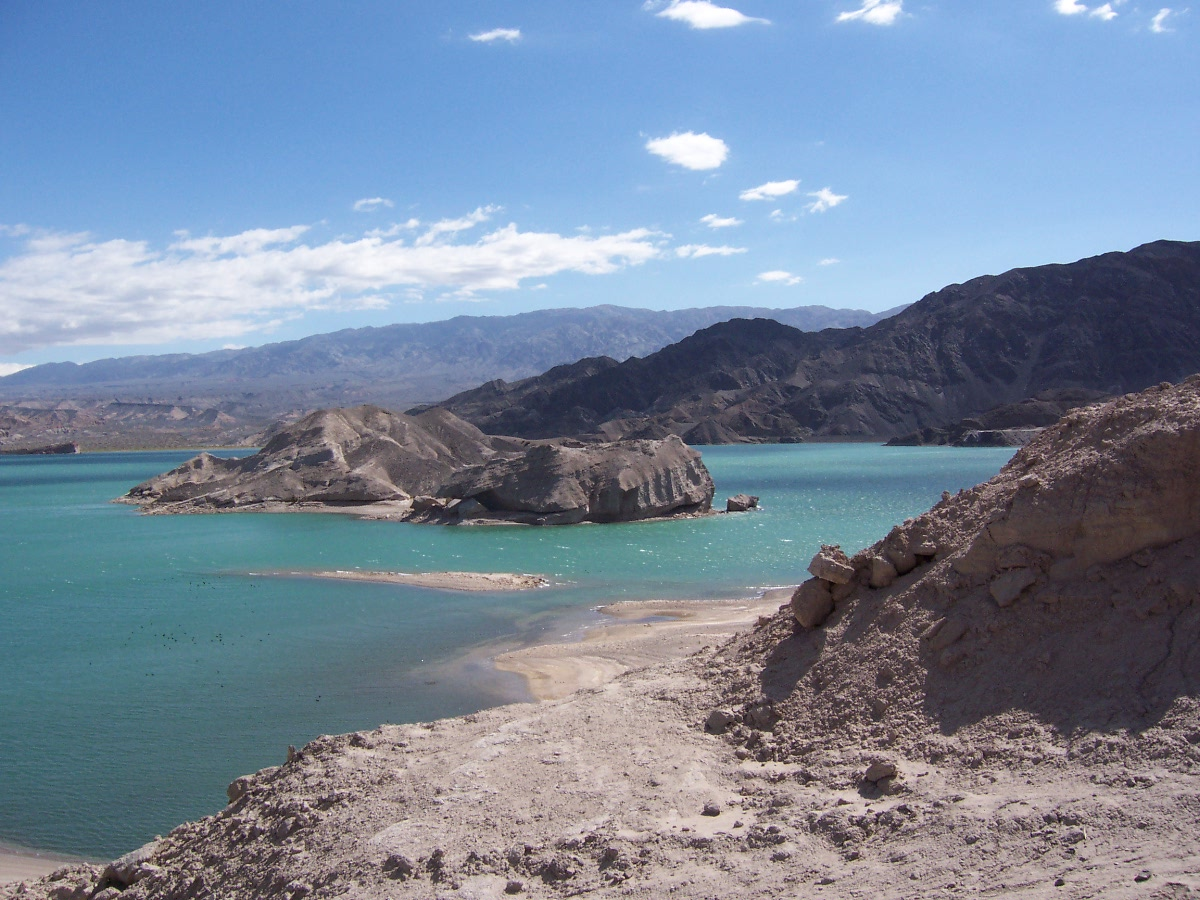
Réservoir de Cuesta del Viento.
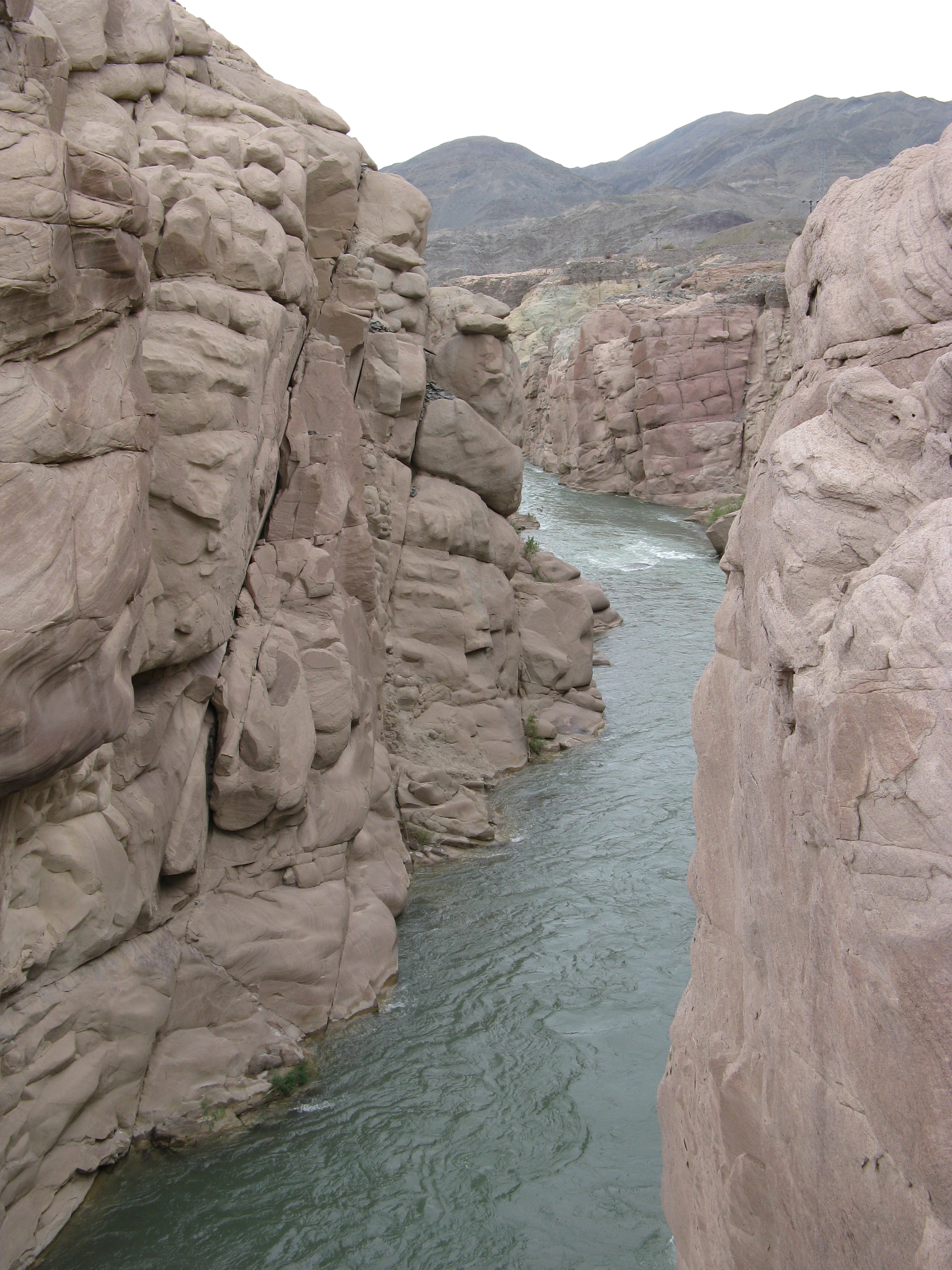
Le cañón du río Jáchal.

## Hydrologie

### Prédictibilité des débits
Comme pour le río San Juan, le débit du río Jácal est assez prédictible en fin d'hiver, si l'on connait l'épaisseur des couches de neige dans le bassin supérieur de la rivière. On peut ainsi dès septembre estimer avec précision les débits mensuels de l'année suivante. C'est le cas pour les 12 mois allant d'octobre 2005 à septembre 2006. Voici les résultats :
- octobre 2005 : 13,2 m3/s.
- novembre 2005 : 22,3 m3/s.
- décembre 2005 : 31,1 m3/s.
- janvier 2006 : 28,0 m3/s.
- février 2006 : 26,8 m3/s.
- mars 2006 : 16,2 m3/s.
- avril 2006 : 16,2 m3/s.
- mai 2006 : 14,0 m3/s.
- juin 2006 : 11,1 m3/s.
- juillet 2006 : 10,5 m3/s.
- août 2006 : 10,0 m3/s.
- septembre 2006 : 9,9 m3/s.

Le volume accumulé atteindra 550 Hm3 (hectomètres cubes) pour l'année entière, soit 0,55 km3 (kilomètre cube). Ce qui fait une moyenne annuelle de 17,44 m3/s.
Des observations sur une longue période ont donné le chiffre de plus ou moins 12 m3/s comme moyenne du débit de la rivière.

### Mesure des débits à Pachimoco
Le débit du río Jáchal a été observé pendant 59 ans (1921-1980) à Pachimoco, localité de la province de San Juan située moins de 10 kilomètres en amont de San José de Jáchal et 180 km au nord de la ville de San Juan.
À Pachimoco, le débit annuel moyen ou module observé sur cette période a été de 9 m3/s pour un bassin versant de 25 500 km2.
La lame d'eau écoulée dans cette partie - de loin la plus importante - du bassin versant de la rivière atteint ainsi le chiffre de 11 millimètres par an, ce qui peut être considéré comme très faible.
Cours d'eau issu de fonte de glaciers de montagne, le río Jáchal est un cours d'eau très régulier qui présente deux saisons peu marquées. Les hautes eaux, correspondant à l'été et à l'automne austral, se déroulent de novembre à février inclus lorsque la fonte est maximale. Dès le mois de mars le débit de la rivière baisse progressivement, mais garde un débit fort appréciable durant la courte saison des basses eaux qui a lieu de juin à septembre. Le débit moyen mensuel observé en septembre (minimum d'étiage) atteint 5,7 m3/s, soit même pas trois fois moins que le débit moyen du mois de janvier (14,5 m3/s), ce qui témoigne de l'amplitude fort modérée des variations saisonnières. Sur la durée d'observation de 59 ans, le débit mensuel minimal a été de 3 m3/s, tandis que le débit mensuel maximal s'élevait à 114 m3/s, soit un rapport de 1 à 40, inférieur à celui de la Seine à Paris.

## Équipement
Deux barrages ont été construits sur le cours de la rivière:
- Le barrage de Cuesta del Viento (Côte du Vent), à 40 km à l'ouest (en amont) de San José de Jáchal et à 10 km à l'est (en aval) de Rodeo, a un volume maximum de 136 millions de m³. Il est utilisé pour réguler le débit et diriger les eaux pour l'irrigation. L'énergie produite par la centrale hydroélectrique permet d'augmenter la production agricole et minière de la zone.
- L'usine hydroélectrique de Salto de la Loma, à 4 km au nord-ouest de Jáchal, met à profit une hauteur de chute de 40 mètres et a une puissance installée de 1 200 kilowatts.

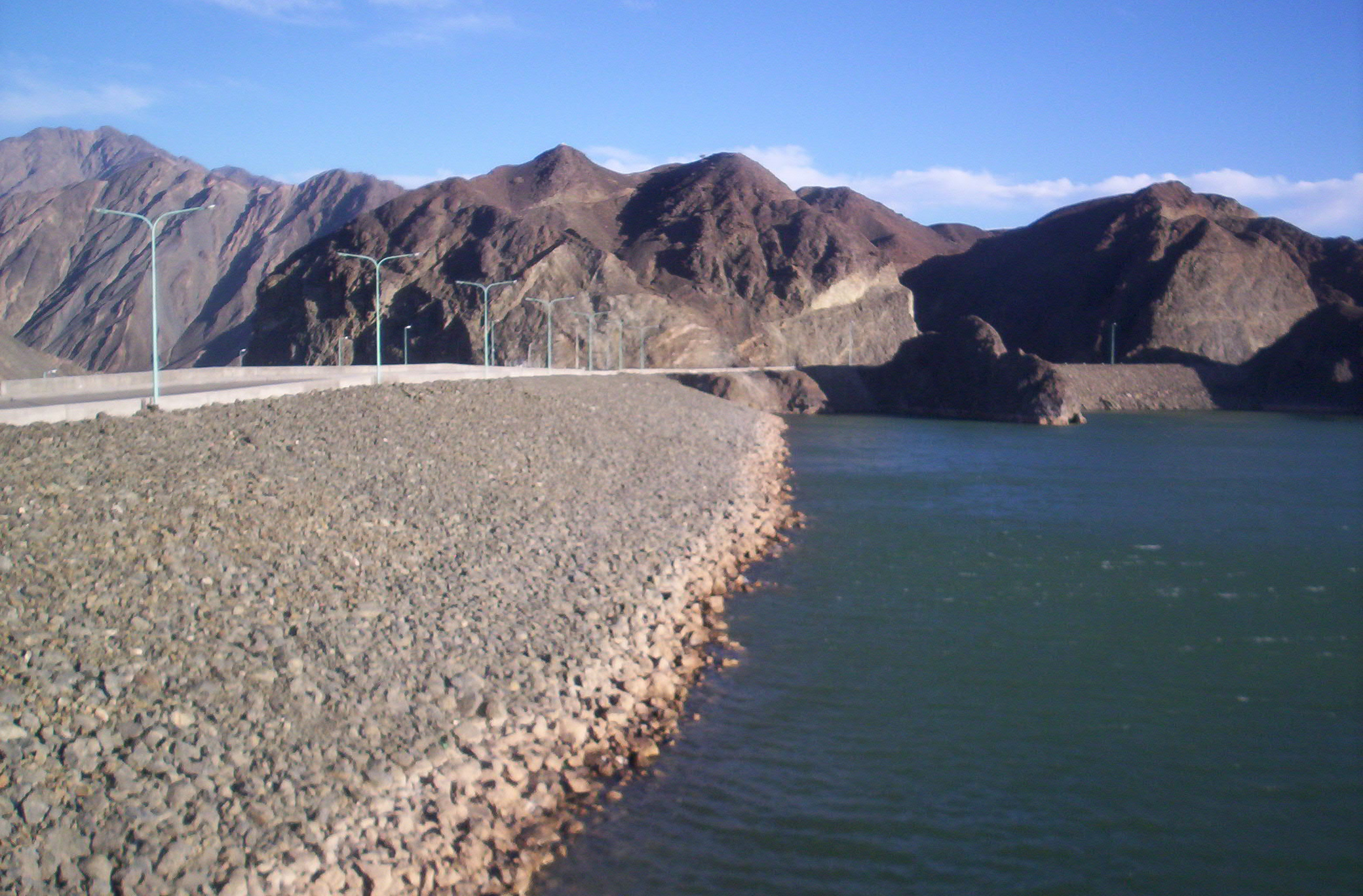
Le barrage de Cuesta del Viento.
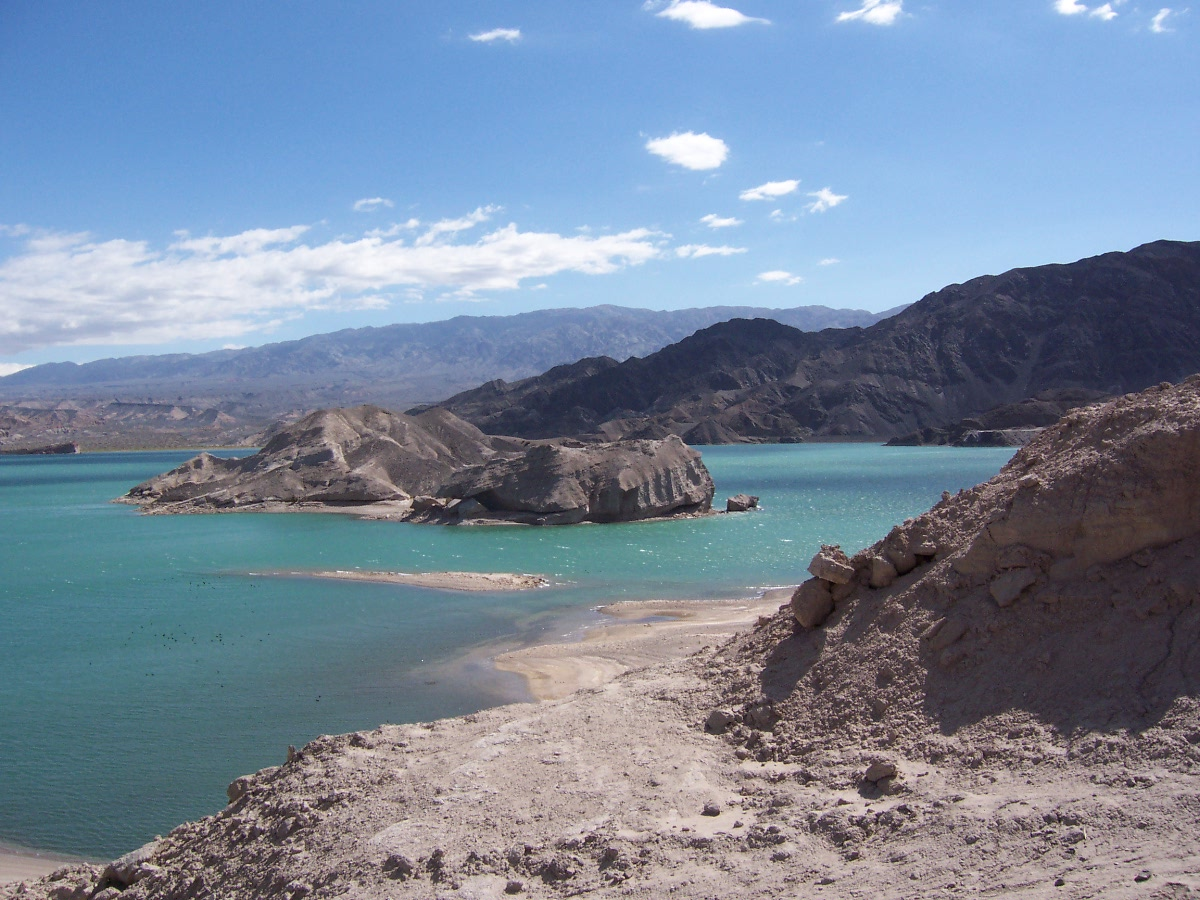
Vue du lac de Cuesta del Viento.

## Tourisme
Le barrage de Cuesta del Viento est progressivement devenu ces derniers temps une des principales attractions touristiques de la province de San Juan. L'énorme digue a donné lieu à un magnifique lac artificiel. La beauté quasi-lunaire du site et la présence de vents forts ont créé un environnement idéal pour les amateurs d'aventure et de sports nautiques.
Les qualités physiques et naturelles de l'endroit permettent de le classer parmi les meilleurs sites existant au monde pour la pratique du windsurf. Chaque année en février, en plein été austral, le lac est le siège de championnats internationaux.

## Écologie et qualité de l'eau
Le río Jáchal est la principale source d'eau à usage domestique, agricole et industriel de sa vaste vallée, mais la qualité de ses eaux n'est pas considérée comme satisfaisante, étant donné sa haute minéralisation, et spécialement son contenu en bore. Ce dernier a été trouvé en concentration de 2,8 parties par million (0,7 ppm ce qui est considéré comme limite supérieure pour des cultures sensibles comme la vigne).
Au début des années 2000, la société canadienne Barrick Gold a démarré un projet d'extraction aurifère dans la région des Andes de San Juan. Ceci a soulevé de fortes protestations parmi les résidents de la ville de San Juan. Ces derniers considèrent que l'usage de cyanure lors de l'extraction polluerait les cours supérieurs du río Jáchal et du río San Juan. Lors d'une entrevue faite en février 2006, le gouverneur de la province de San Juan, José Luis Gioja, s'est évertué à nier la possibilité de tels dommages. Notons que le même problème existe en Guyane française, et qu'il y est prouvé que les dommages causés sont au contraire très importants.

### Source
- Les données concernant la prédictibilité des débits mensuels sont extraites du site du Gouvernement de la province de San Juan (es)